# Parc Nacional de Redwood
El Parc Nacional de Redwood (Redwood National Park) és un parc nacional dels Estats Units al llarg de la costa nord de Califòrnia. El parc, juntament amb tres parcs estatals de Califòrnia —Del Norte Coast Redwoods State Park, Jedediah Smith Redwoods State Park i Prairie Creek Redwoods State Park—, són administrats pel Servei de Parcs Nacionals. Els quatre parcs, coneguts com els Parcs Nacionals i Estatals de Redwood (Redwood National and State Parks o RNSP), són 534 quilòmetres quadrats de superfície.
Les sequoies madures de la costa viuen una mitjana de 500 a 700 anys i s'ha documentat que algunes tenen 2.000 anys d'antiguitat, la qual cosa els converteix en alguns dels organismes de vida més longeus de la terra. Són altament resistents a les malalties, a causa d'una gruixuda escorça protectora i un alt contingut en tanins. Les sequoies prefereixen vessants protegits, lleugerament cap a l'interior i prop de fonts d'aigua com rius i rierols. Les sequoies per sobre de 46 m desenvolupen branques enormes que acumulen sòls orgànics profunds i poden tenir la mida del troncs de l'arbre, i les plantes que creixen normalment al sòl del bosc també creixen en aquests sòls, molt per sobre del sòl. Les estores del sòl ofereixen llars a invertebrats, mol·luscs, cucs de terra i salamandres. Durant les èpoques de sequera, algunes copes dels arbres moren, però els arbres no moren del tot. En canvi, les sequoies han desenvolupat mecanismes per fer créixer nous troncs d'altres extremitats. Aquests troncs secundaris, anomenats reiteracions, també desenvolupen sistemes radiculars en els sòls acumulats a les seves bases. Això ajuda a transportar l'aigua als trams més alts dels arbres. La boira costanera també proporciona fins a un terç de les seves necessitats anuals d'aigua.

## Ubicació
Els parcs són als comtats de Del Norte i Humboldt. Protegeixen un 45 per cent de les sequoies restants que es troben dins dels boscos primaris. Aquests boscos de sequoies cobreixen com a mínim 158 quilòmetres quadrats als parcs. Els arbres són l'espècie més alta de la terra.
A més dels boscos de sequoies, els quatre parcs conserven la flora i fauna endèmiques, prades de pastures, recursos culturals, rius i altres corrents, i 60 quilòmetres de costa verge.

## Història

Un passeig sense pressa pel bosc

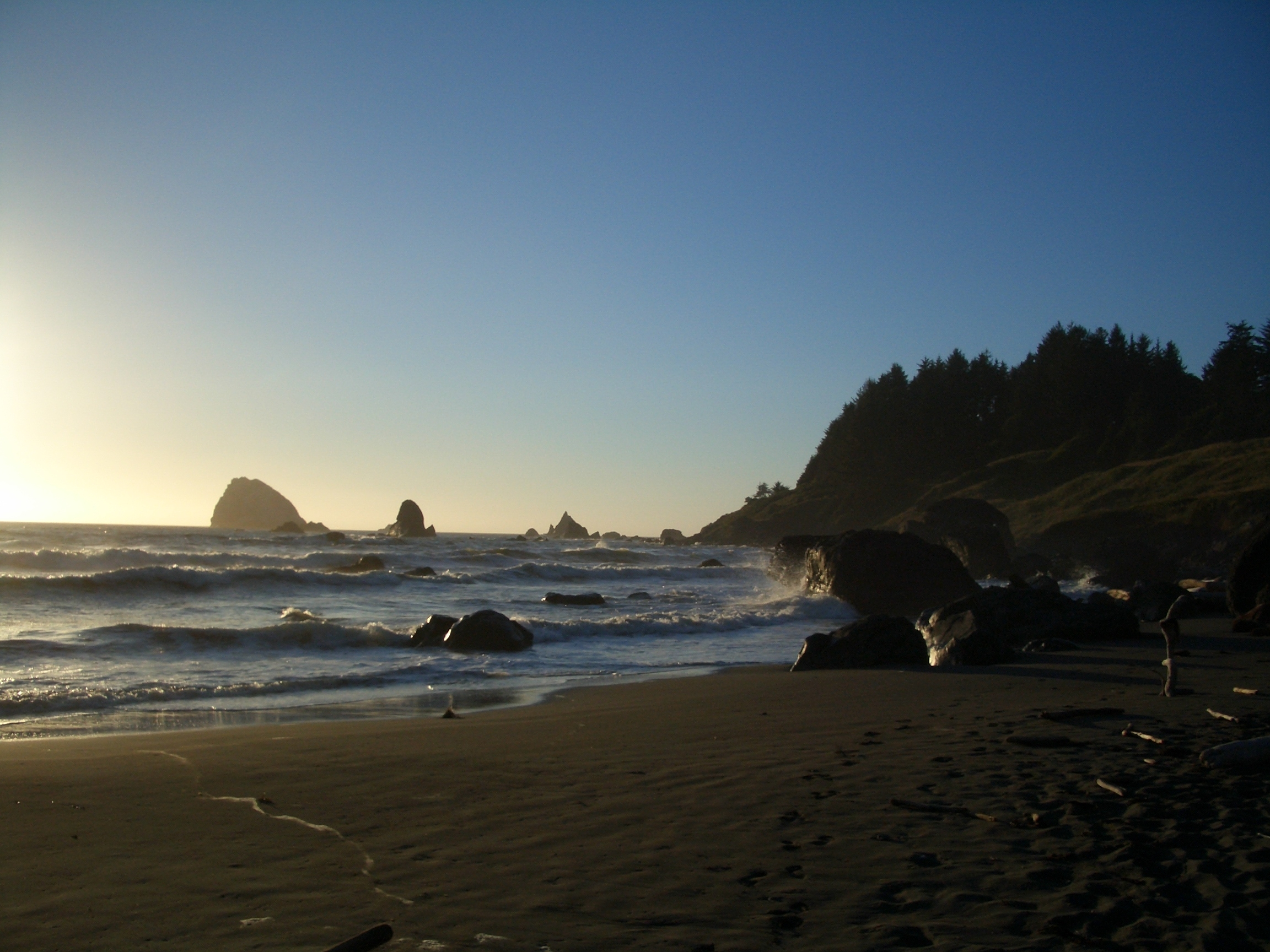
Una platja ben amagada al Parc Nacional de Redwood

Els boscos primaris de sequoies havien cobert més de 8.100 quilòmetres quadrats de la costa de Califòrnia i el sud-oest d'Oregon. La part nord d'aquesta zona va ser poblada inicialment pels nadius americans, que encara viuen a la zona dels parcs. El descobriment d'or al llarg del riu Trinity l'any 1850 va provocar una Febre de l'or de Califòrnia portants miners a la zona, que talaven sequoies per construir, i dels que molts es van quedar a la costa en no enriquir-se i provocant ràpidament conflictes amb els pobles nadius, que van ser expulsats per la força o massacrats. En acabar la febre de l'or, uns quants miners van tornar a l'explotació forestal, talant les sequoies gegants destinades al desenvolupament de la ciutat de San Francisco i altres llocs a la costa oest.
El 1910, l'extensa tala va portar els conservacionistes i els ciutadans preocupats a començar a buscar maneres de preservar els arbres restants, que van veure que estaven sent tallats a un ritme alarmant. El 1911, el representant dels Estats Units John E. Raker, de Califòrnia, es va convertir en el primer polític a introduir una legislació per a la creació d'un parc nacional de sequoies. Tanmateix, el Congrés no va prendre cap altra mesura en aquell moment. El 1918, la Save-the-Redwoods League ('Lliga Salveu les sequoies') va ser fundada per preservar els boscos de sequoies. La pressió exercida per la lliga va donar lloc a la creació de tres parcs estatals que protegeixen els arbres gegants des de la dècada del 1920.
El Parc Nacional de Redwood va ser establert el 1968, quan gairebé un 90 per cent de les sequoies originals havien estat talades. El Servei de Parcs Nacionals i el Departament de Parcs i Recreació de Califòrnia (California Department of Parks and Recreation o CDPR) van combinar administrativament el Parc Nacional de Redwood amb els tres parcs estatals adjacents el 1994, amb el propòsit de la gestió cooperativa i l'estabilització dels boscos i les conques hidrogràfiques.

## Geografia

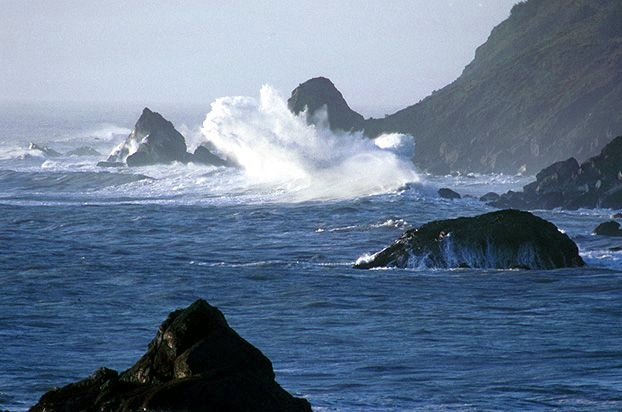
Zona litoral

Els parcs estan situats a la zona més sísmicament activa del país. Els terratrèmols menors freqüents al parc ia la costa sota l'oceà Pacífic han provocat canvis en els canals fluvials, esllavissades de terra i l'erosió dels penya-segats a la vora del mar. Les plaques d'Amèrica del Nord, del Pacífic i de Gorda són plaques tectòniques que es troben a la Triple Cruïlla de Mendocino, a unes 100 km al sud-oest dels parcs. Durant la dècada del 1990, més de nou magnituds S'han produït terratrèmols de 6,0 al llarg d'aquesta zona de falla. Més recentment, un terratrèmol de magnitud 6,4 el 2022 amb un hipocentre a la costa va causar dues morts. Els centres de visitants van tancar, però els parcs van romandre oberts. La zona és la més propensa als tsunamis dels Estats Units continentals, i es demana als visitants de la costa que busquin terrenys més alts immediatament després de qualsevol terratrèmol important. L'altitud dels parcs oscil·la des de sota el nivell del mar fins als 837 m a Rodgers Peak.
Tant la costa com les muntanyes de la serralada costanera de Califòrnia es poden trobar dins dels límits del parc. La majoria de les roques dels parcs formen part del conjunt franciscà. Sota la conca de Redwood Creek es troben roques metamòrfiques i sedimentàries de les edats Juràssic i Cretaci, juntament amb dipòsits sedimentaris marins i al·luvials de les edats Terciària i Quaternària. Aquestes roques sedimentàries són principalment gres, limol i pissarra, amb quantitats menors de sílex, pedra verda i roques metamòrfiques.

### Clima
Els parcs nacionals i estatals de Redwood tenen un clima mediterrani càlid d'estiu (Köppen: Csb).  Reben pluges abundants durant la major part de l'any, amb un pic a l'hivern, una disminució al juny i setembre i dos mesos secs d'estiu (juliol i agost).

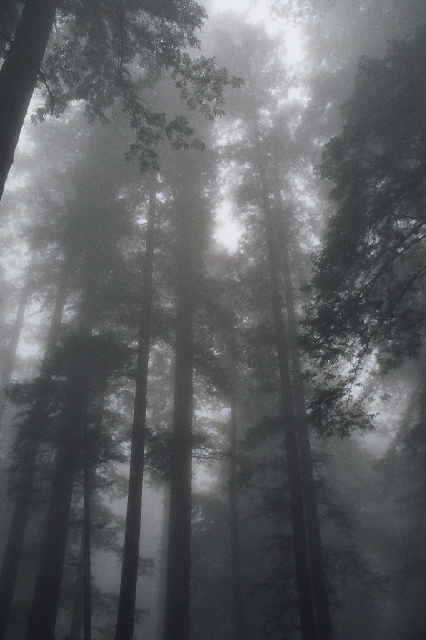
La boira és persistent durant l'estiu.

Els parcs formen part d'una selva tropical temperada que recorre la costa occidental dels Estats Units. El proper oceà Pacífic té grans efectes sobre el clima dels parcs. Les temperatures prop de la costa es mantenen majoritàriament entre 4–15 °C tot l'any. Les sequoies tendeixen a créixer en aquesta zona de clima temperat constantment, encara que la majoria creixen almenys a 1,5 – 3 km de la costa per evitar l'aire més salat, i mai creixen més de 80 km de la costa. En aquesta zona costanera humida, els arbres reben humitat tant de les fortes pluges hivernals com de la persistent boira estival. La presència i consistència de la boira d'estiu és realment més important per a la salut general dels arbres que la precipitació. Aquest fet es constata en les precipitacions totals al voltant de 180 cm anualment, amb boscos de sequoies saludables a les zones de menys precipitació perquè les necessitats excessives d'aigua es veuen mitigades per la sempre present boira estival i les temperatures més fresques que assegura. La neu rara cau principalment als turons i muntanyes del parc i als seus voltants.
Parts dels parcs estan amenaçades pel canvi climàtic. L'augment de les temperatures mitjanes ha provocat una reducció de la qualitat de l'aigua, afectant els peixos i altres fauna, i l'augment del nivell del mar amenaça amb danyar les estructures del parc properes a la costa. Les sequoies es beneficien dels nivells de carboni més alts i són resistents als canvis de temperatura. Els científics temen que és probable que el canvi climàtic canviï l'abast en què viuen les sequoies costaneres cap a les àrees protegides exteriors, i molts han fet investigacions sobre la migració assistida.

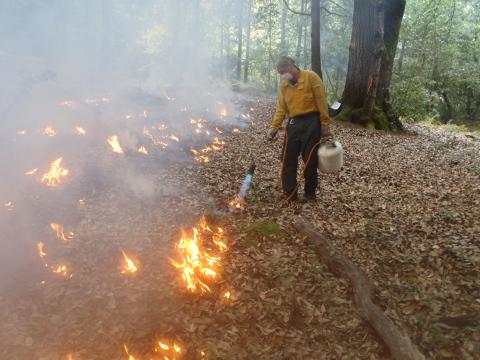
Ecòleg investigador del Servei Forestal amb ascendència tribal mixta que va dur a terme una crema cultural per a glans tanoak el 2019

Com que l'escorça de sequoia costanera, en llocs de fins a un peu de gruix, no té resina, els arbres són resistents al foc i tornaran a créixer després de cremar-se. El bosc de sequoies és boirós i humit i, en general, no és susceptible al foc, i els llamps entre les sequoies són rars, el que significa que la majoria dels incendis són antropogènics. Un incendi del 2003 va ser una excepció; una tempesta de llamps va provocar incendis en almenys 274 llocs de Califòrnia, inclòs el Canoe Fire a Humboldt Redwoods State Park, que va cremar de setembre a octubre. Al voltant d'un 11 %, les sequoies costaneres velles tenen el major volum de combustibles de qualsevol tipus de bosc.
Després d'arribar c. 1300 i fins que els colons blancs van envair les seves terres a la dècada de 1850 el poble Tolowa va fer intencionadament focs terrestres de baixa intensitat. Els residents indígenes, inclosos els Karuk i Tolowa, van utilitzar el foc per protegir els arbres de tanoak i les seves glans, un subministrament principal d'aliments. Els seus incendis van millorar els seus terrenys de caça, van reduir les plagues i van disminuir la probabilitat d'incendis més grans. Hi ha proves que a la zona es produïa regularment un foc de superfície d'intensitat mitjana, però avui, després de dècades de supressió d'incendis i l'augment de la densitat del combustible com a resultat, el foc de corona de màxima intensitat ha ocupat el lloc dels focs de superfície quan es produeix l'incendi. A prop de la copa de l'arbre, l'escorça de sequoia costanera pot tenir menys d'una polzada de gruix.
Des de la seva fundació el 1905, i especialment amb les seves polítiques dels anys 30, el Servei Forestal dels Estats Units (USFS) ha defensat en la seva major part els assentaments humans i les empreses de fusta contra el foc mitjançant tècniques d'extinció d'incendis forestals destinades a eliminar el foc. Derogada l'any 1937, la Llei de Califòrnia de 1850 per al govern i la protecció dels indis —per la qual l'estat es va disculpar el 2019 — preveia que Qualsevol persona estava subjecta a una multa o càstig si incendiava la praderia, o es va negar a fer els esforços adequats per apagar el foc. Reconeixent que el foc té beneficis, el servei va començar a la dècada del 1970 per canviar la política per permetre que el foc cremés. Més recentment, a la dècada del 2000, l'USFS va completar el cercle per adoptar la gestió dels incendis autòctons quan l'investigador de l'USFS Steve Norman va defensar un model de combustió dels nadius americans modificat.
El 2020, la tribu Karuk va formar la Endowment for Eco-Cultural Revitalization per promoure la crema cultural a la seva terra natal a la regió del parc. Operant amb una nova perspectiva, els administradors del parc duen a terme incendis controlats a les zones de pastures dels parcs, per controlar les espècies invasores, frenar la propagació de l'avet Douglas, i augmentar la disponibilitat de materials necessaris per a les tribus locals per a la cistella de teixir.

## Recursos naturals
Els parcs nacionals i estatals de Redwood conserven una àrea que conté el bosc de sequoies de la costa antic més gran contigu, així com hàbitats per a espècies en perill d'extinció.

### Sequoia costanera

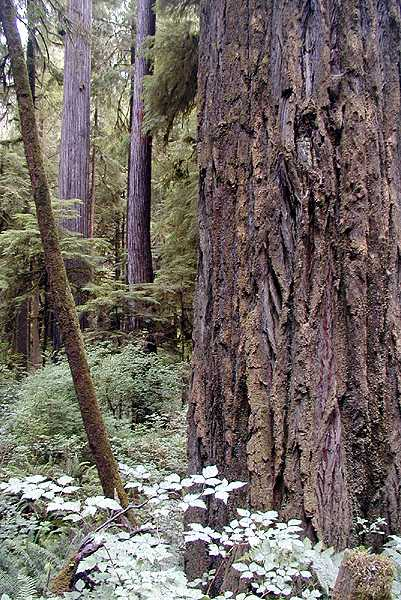
Sequoia costanera

Descoberta al parc nacional de Redwood el 2006 en un lloc inèdit, El Guinness World Records diu que la seva ubicació precisa es manté en un secret molt guardat per intentar protegir-la. l’arbre viu més alt és l'arbre sequoia costanera anomenat Hyperion, a 120 m. El segueix Helios a 115 m i Ícar a 113 m, tots dos també al Parc Nacional de Redwood. Durant molts anys es va pensar que era el més alt, un exemplar anomenat simplement Tall Tree al Prairie Creek Redwoods State Park es va mesurar a 112,1 m. Tanta gent s'ha aixecat a la base de l'arbre que el sòl està dur, va dir el professor Stephen C. Sillett de l'estat de Humboldt als anys noranta. Els 3 m de l'arbre va morir a la dècada del 1970 i va caure a la dècada del 1990. El 2022, després de documentar els danys causats pels visitants a l'arbre viu més alt, NPS va anunciar una sanció per a aquells que s'hi acosten de fins a 5.000 dòlars de multa (5.206 dòlars el 2023) i sis mesos de presó, i mostra als visitants vistes d'altres arbres.
Les sequoies costaneres madures viuen una mitjana de 500 a 700 anys, alguns documentats de 2.000 anys. A partir de 1990, un estand al proper parc estatal de Humboldt Redwoods tenia la biomassa més gran mai registrada. Els arbres de sequoia desenvolupen extremitats enormes que acumulen sòls orgànics profunds dels quals emergeixen nous troncs de sequoia de la mida d'un arbre i en els quals poden créixer plantes anomenades epífits. Les estores de falgueres epífites ben per sobre del sòl acullen invertebrats, mol·luscs, cucs de terra i salamandres.
Les sequoies prefereixen els vessants protegits i prosperen en un terreny pla humit al llarg de rius per sota dels 300 m. La boira costanera proporciona al voltant del 40 % de la seva ingesta anual d'aigua. Les sequoies han existit al llarg de la costa del nord de Califòrnia des de fa almenys 20 milions d'anys i estan relacionats amb espècies d'arbres que van existir fa 160 milions d'anys a l'era Juràssica. Al voltant del 96 % del bosc de sequoia costanera del món ha estat tallat, i gairebé la meitat (45 %) del que queda es troba a la RNSP. Els parcs protegeixen 158 km² de bosc vell, repartit gairebé a parts iguals entre gestió federal i estatal. La Unió Internacional per a la Conservació de la Natura va definir la sequoia costanera com una espècie en perill d'extinció el 2011.

### Altra flora

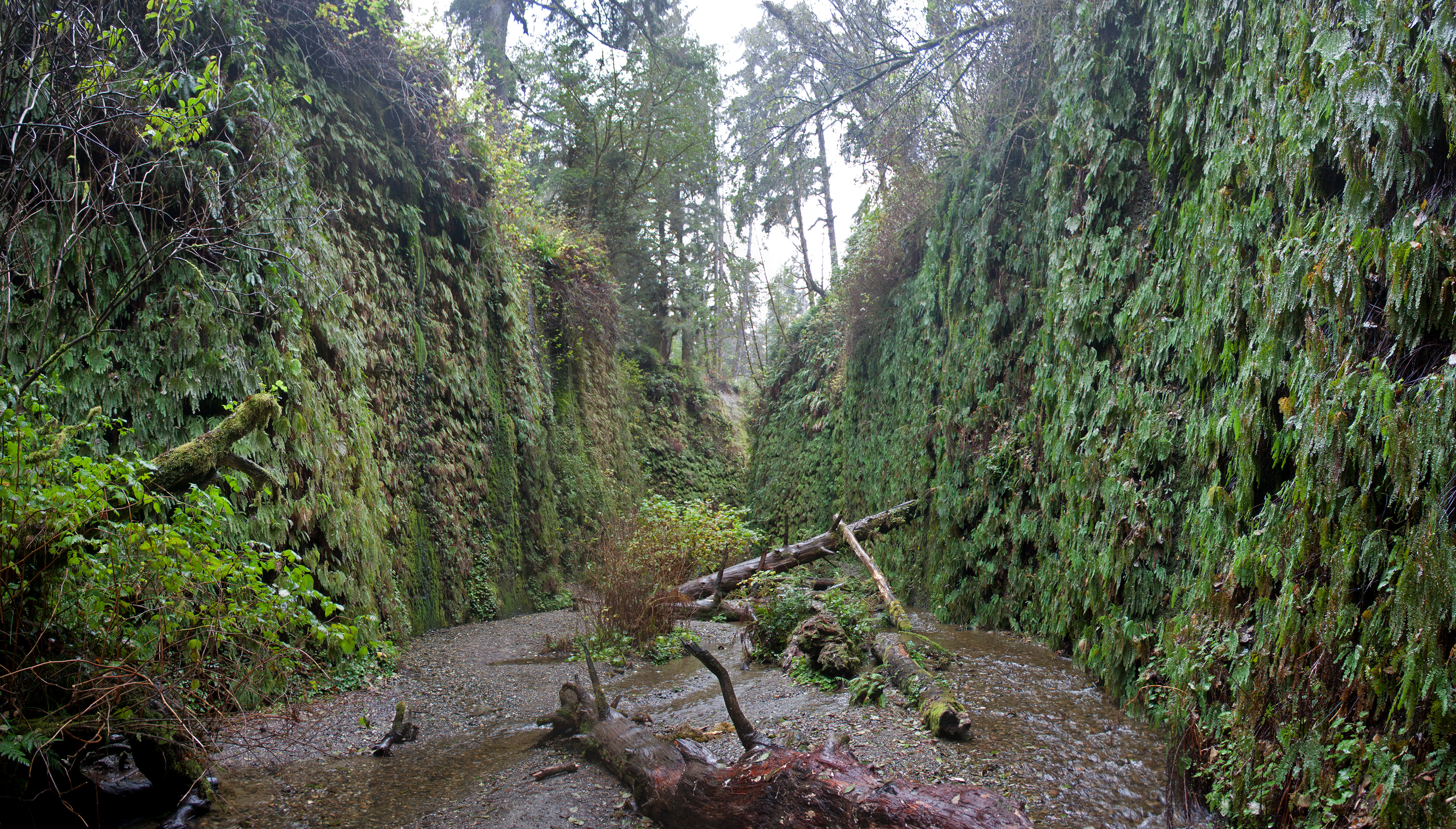
Fern Canyon al parc estatal Prairie Creek Redwoods

La sequoia costanera tendeix a dominar als llocs que li agrada, però sovint es poden trobar juntament amb els avets de Douglas costaners de creixement ràpid. Més a prop de l'oceà, el vern vermell creix en lloc de la sequoia intolerant a l'aigua salada. L'avet de Sitka més alt conegut creix als parcs. Els avets de Sitka són abundants a la costa, millor adaptats a l'aire salat que altres espècies. Altres arbres associats són el tanoak, l'arbutus menziesii, l’auró de fulla gran i el llorer de Califòrnia.
Huckleberry i symphoricarpos formen part del sotabosc del bosc. El rododendre i l'azalea de Califòrnia són arbusts amb flors comuns als parcs. Plantes com la falguera d'espasa i la sequoia són prolífiques.
Al parc estatal de Prairie Creek Redwoods, Fern Canyon és un barranc conegut de 15 m de profund, amb les parets completament cobertes de falgueres: pèl de donzella de Califòrnia, falguera de cérvol, polypody de Califòrnia, falguera de regalèssia i falguera d'espasa occidental. Els avantpassats d'algunes d'aquestes falgueres es remunten a 325 milions d'anys.

### Fauna

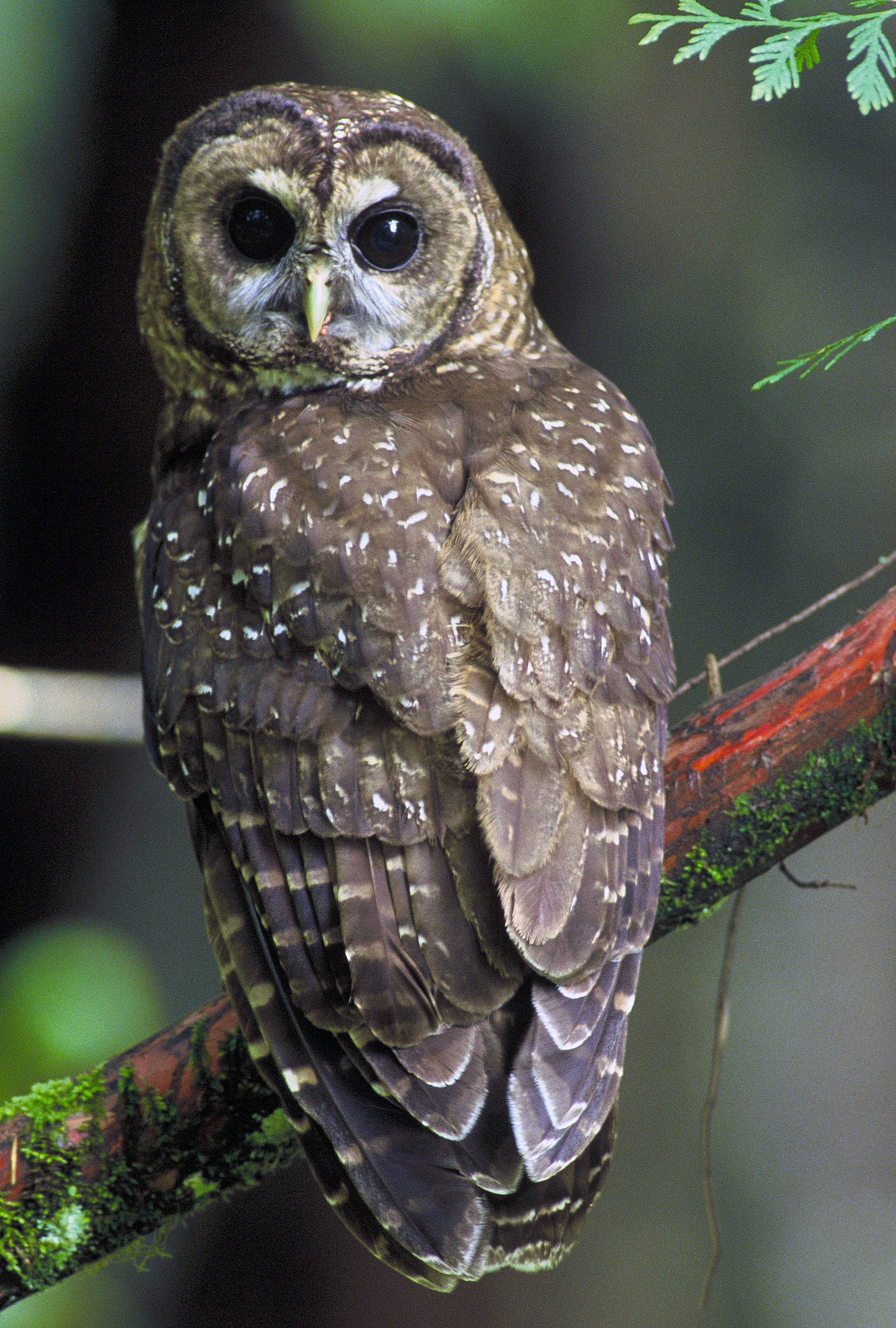
El mussol tacat del nord (Strix occidentalis caurina) és una espècie amenaçada que se sap que existeix als parcs.

Dins dels parcs hi ha uns quants ecosistemes (costa marina, riu, praderia i zones densament boscoses) que ofereixen refugi a nombroses espècies rares i en perill d'extinció. S'han documentat unes 66 espècies de mamífers terrestres, incloent l'ós negre, el coiot, el puma, el linx roig, el castor americà, la llúdria del Canadà i el cérvol de cua negra. Els uapitís de Roosevelt són els grans mamífers més fàcilment observats del parc. Els ramats reeixits, recuperats del punt de l'extinció a la regió, són ara comuns a les zones del parc. Diferents espècies de ratpenats, com el ratpenat bru gros i altres mamífers més petits, com ara visons, martes, esquirols de Douglas, esquirols voladors, musaranyes, talps, conills de Bachman, geòmids i óssos rentadors viuen als parcs, encara que no es veuen petits mamífers amb freqüència.
Habiten o s'endinsen al parc 28 espècies reconegudes federalment com a amenaçades, en perill d'extinció o candidates a la protecció; aproximadament un terç d'aquest nombre es pot veure regularment als parcs. El pigarg americà, que sol nidificar prop d'una font d'aigua, està catalogada com a espècie en perill d'extinció de l'estat de Califòrnia. El salmó reial —històricament un aliment essencial per als residents indígenes —, el mussol tacat del nord, i el lleó marí de Steller són algunes de les altres espècies animals que estan amenaçades. L'Eucyclogobius newberryi és una espècie en perill d'extinció catalogada federalment que viu a prop de la costa del Pacífic que va ser extirpada dels parcs el 1968 quan les alteracions de la costa van afectar la salinitat de l'aigua. El Thaleichthys pacificus aviat va seguir a la dècada del 1970. Les llúdries marines van desaparéixer dels parcs a principis del segle xx, però les llúdrigues del Canadà es mantenen. També en perill d'extinció, el gavotí jaspiat americà pot niar a les branques de sequoia.

## Protecció d'espècies
L'ecosistema dels parcs conserva un nombre d'espècies amenaçades, com el pelicà bru, el gobi de marea, el pigarg americà, l'salmó chinook, el gamarús pigallat del nord (Strix occidentalis caurina), i el lleó marí de Steller. En reconeixement dels ecosistemes rars i la història cultural que es troben als parcs, van ser designats Patrimoni de la Humanitat el 5 de setembre del 1980 i Reserva de la Biosfera de la UNESCO el 30 de juny del 1983.
El 25 d'agost del 2006, els naturalistes Chris Atkins i Michael Taylor van descobrir-hi un exemplar de Sequoia sempervirens, al qual posaren el nom d'Hyperion, i que, amb els seus 115,55 metres d'alçària, és l'ésser viu més alt del planeta.
Al llarg de la costa, els lleons marins de Califòrnia, els lleons marins de Steller i les foques comunes viuen a prop de la costa i als farallons, afloraments rocosos que formen petites illes a prop de la costa. Els dofins i les balenes grises del Pacífic es poden observar ocasionalment a la costa. Els pelicans marrons i tres espècies de corbs marins es troben principalment als penya-segats de la costa i a les piles marines, mentre que els escolopàcids i tres espècies de gavines habiten a la costa ia l'interior. A l'interior, els ocells que depenen de l'aigua dolça, com ara l'àguila peixatera, l'aligot cua-roig, les garses i els garsalles són algunes de les espècies d'ocells que s'han documentat. Aproximadament 280 espècies d'ocells, o aproximadament un terç de les que es troben als EUA, s'han documentat dins dels límits del parc.
Els rèptils i quatre espècies de tortugues marines es poden trobar a la costa i de vegades a les platges. Els amfibis es poden trobar als parcs, com la serp gopher, la granota de cua, la salamandra ennuvolada, i tres espècies de tritons També es troben al parc detritívors coneguts, el llimac de plàtan i el milpeus de taques grogues.

### Espècie invasora
Més de 200 espècies exòtiques viuen a la RNSP. D'aquestes, 30 s'han identificat com a espècies invasores i 10 de les 30 es consideren amenaces per a les espècies i els ecosistemes locals. Les espècies exòtiques representen actualment aproximadament una quarta part de la flora total dels parcs. Creixent en quantitats variables a les diferents àrees de vegetació dels parcs, al voltant d'1% de les plantes de les zones de creixement antic són espècies exòtiques, en comparació amb el 50 al 75 % a les praderies de Bald Hills. L'any 2015 es va tenir en compte la centella tacada i la cicuta verinosa per afegir-se a una llista de vigilància d'alta prioritat mantinguda pel sistema de parcs.